# Транспорт в Катаре
Транспорт в Катаре представлен в основном автомобильным транспортом. Общественный транспорт Катара управляется государством.

## Железные дороги
В настоящее время в Катаре нет крупных железных дорог. От международного аэропорта Хамад проведена линия метро.
В августе 2008 года фонд Qatari Diar Real Estate Investment создал совместное предприятие с германской компанией Deutsche Bahn International — Qatar Railway Development Company. Задачей нового предприятие является проектирование железных дорог Катара. 22 ноября 2009 годы был подписан меморандум, который предполагал строительство скоростной подземной железнодорожной линии в Катаре и Бахрейне. Однако этот договор не был реализован. Для развития железнодорожного транспорта в Катаре в 2011 году была создана компания Qatar Railways Development Company, а вскоре после этого было принято решение, что единственной компанией контролирующей железные дороги катара, станет Qatar Rail. Эта же компания отвечает за проектирование, строительство, эксплуатацию и техническое обслуживание всей железнодорожной сети.
8 мая 2019 года Qatar Rail открыла метрополитен Дохи.
В ведении Qatar Rail также будут находиться:
- Дальнее сообщение
- Легкорельсовый транспорт города Лусаил

За пределами ответственности Qatar Rail останутся другие системы легкорельсового транспорта, например, в Эдьюкейшн-Сити и аэропорту Хамад. Общая длина железнодорожной сети должна достичь 750 км. Количество пассажирских и грузовых станций достигнет 100.

### Стандарты
- Колея: 1 435 мм
- Электрификация: 25 кВ переменного тока

## Автомобильный транспорт

### Автомагистрали
По состоянию на 2010 год Катар располагал 9830 км автомобильных дорог, большинство из которых имеют асфальтовое покрытие. Основные автомагистрали:
- автомагистраль Аль-Шамаль: Доха — Эр-Рувайс, 109 км;
- автомагистраль Доха: Доха — Умм-Саид, 57 км;
- автомагистраль Гарафат Ар-Райян: Доха — Духан, 82 км;
- автомагистраль Аль-Хор: Доха — Аль-Хор, 45 км;
- автомагистраль Сальва: Доха — Сальва, 100 км;
- автомагистраль Умм-Баб: Духан — Сальва, 61 км.

### Общественный транспорт
В 2002 году правительство Катара создало предприятие Mowasalat, на 100 % принадлежащее государству и управляемое государственными органами. До этого в сфере транспорта работало порядка 3000 частных компаний, которые были закрыты для устранения конкуренции государственному такси. Эта мера вызвала неоднозначную оценку, так как после этого поиск такси в Дохе, столице страны, вызывает затруднения.
Общественные автобусы обслуживают более 35 маршрутов, охватывающих большинство районов Дохи и работающие по минимальным тарифам, что делает общественный транспорт в Катаре экономичным решение проблем пробок и поиска парковочных мест в часы пик.
В настоящее время, Mowasalat, под торговой маркой Karwa, управляет более чем 3000 автомобилей-такси, в том числе для поездок в аэропорт имеются такси повышенной вместимости. В 2009 году Mowasalat установил мировой рекорд по длине автобусной колонны, проведя по дороге 300 автобусов. Кроме этого, Doha Limousine Service имеет в своём распоряжении 100 стандартных лимузинов и 200 лимузинов люкс-класса (на базе Jaguar XJ), предназначенных в первую очередь для обслуживания аэропорта и крупных отелей.
Однако степень обеспечения общественным транспортом вызывает критику, поскольку число такси значительно меньше фактической потребности из-за увеличения численности населения.

## Трубопроводный транспорт
По данным 2013 года, в Катаре имелось 288 конденсатных, 221 км конденсатно-газовых, 2383 газовых, 745 нефтяных трубопроводов и 103 км трубопроводов для нефтепродуктов.

## Водный транспорт
Катар имеет три крупных порта в Персидском заливе:
- Доха
- Умм-Саид
- Рас-Лаффан

Торговый флот страны, по данным 2010 года, составляют 28 кораблей, из них:
- 3 балкера;
- 2 химических танкера;
- 13 контейнеровозов;
- 6 танкеров для жидкого газа;
- 4 нефтеналивных танкера.

В других юрисдикциях зарегистрировано 35 катарских судов.

## Воздушный транспорт
Единственный международный пассажирский аэропорт Катара — Хамад. Помимо этого, по состоянию на 2013 год, в стране имеется 5 аэропортов. Всего с бетонным покрытием — 4 аэропорта. Имеется один вертолётодром.